# Maria de Cervellòn
Maria de Cervellòn, detta anche Maria del Soccorso (Barcellona, 10 dicembre 1230 – Barcellona, 19 settembre 1290), è stata una religiosa spagnola, prima donna a vestire l'abito dell'Ordine di Santa Maria della Mercede. È considerata la fondatrice delle monache mercedarie. Il suo culto come santa è stato confermato da papa Innocenzo XII nel 1692.

## Biografia
Di nobile famiglia, rifiutò diverse proposte di matrimonio e, sotto la direzione del mercedario Bernardo da Corbara, nel 1260 emise i voti di religione e vestì l'abito della Mercede, pur continuando a vivere presso i suoi famigliari.
Dopo la morte del padre, si trasferì insieme con la madre in una modesta abitazione presso il convento della Mercede e nel 1265, alla morte della madre, impegnò tutti i suoi beni per il riscatto degli schiavi cristiani in mano ai saraceni.
Il 25 maggio 1265 iniziò a condurre vita comune insieme con alcune compagne pronunciando, oltre ai consueti voti di povertà, obbedienza e castità, la promessa di lavorare per la redenzione degli schiavi secondo le disposizioni del maestro generale dell'ordine.
Lasciò alcune Massime sulle varie virtù.

## Culto
Il culto popolarmente tributatole fin dalla morte fu confermato da papa Innocenzo XII il 15 febbraio 1692.
Secondo la tradizione, sarebbe apparsa a numerosi naviganti in pericolo di vita assicurando loro la salvezza: per tale ragione, è chiamata Maria del Soccorso ed è solitamente rappresentata con un modellino di nave tra le mani.
Il suo corpo incorrotto si conserva presso la basilica de la Mercè di Barcellona.
Il suo elogio si legge nel Martirologio romano al 19 settembre.